# Stráň nad Huťským potokem
Stráň nad Huťským potokem este o arie protejată (arie specială de conservare — SAC, sit de importanță comunitară — SCI) din Republica Cehă întinsă pe o suprafață de 0,5 ha, integral pe uscat.

## Localizare
Centrul sitului Stráň nad Huťským potokem este situat la coordonatele 49°28′24″N 16°48′51″E / 49.473333°N 16.814167°E.

## Înființare
Situl Stráň nad Huťským potokem a fost declarat sit de importanță comunitară în aprilie 2005 pentru a proteja 1 specie de plante. Situl a fost protejat și ca arie specială de conservare în iulie 2012.

## Biodiversitate
Situată în ecoregiunea continentală, aria protejată nu include niciun habitat protejat.
La baza desemnării sitului se află o specie protejată de  plante: Gentianella bohemica.